# Suurisaari (ö i Finland, Norra Karelen, Pielisen Karjala, lat 63,22, long 30,17)
Suurisaari är en ö i Finland. Den ligger i sjön Suuri Matolampi och i kommunen Lieksa i den ekonomiska regionen  Pielinen-Karelen  och landskapet Norra Karelen, i den östra delen av landet, 400 km nordost om huvudstaden Helsingfors. Öns area är 2,9 hektar och dess största längd är 400 meter i sydöst-nordvästlig riktning.